# Compressa

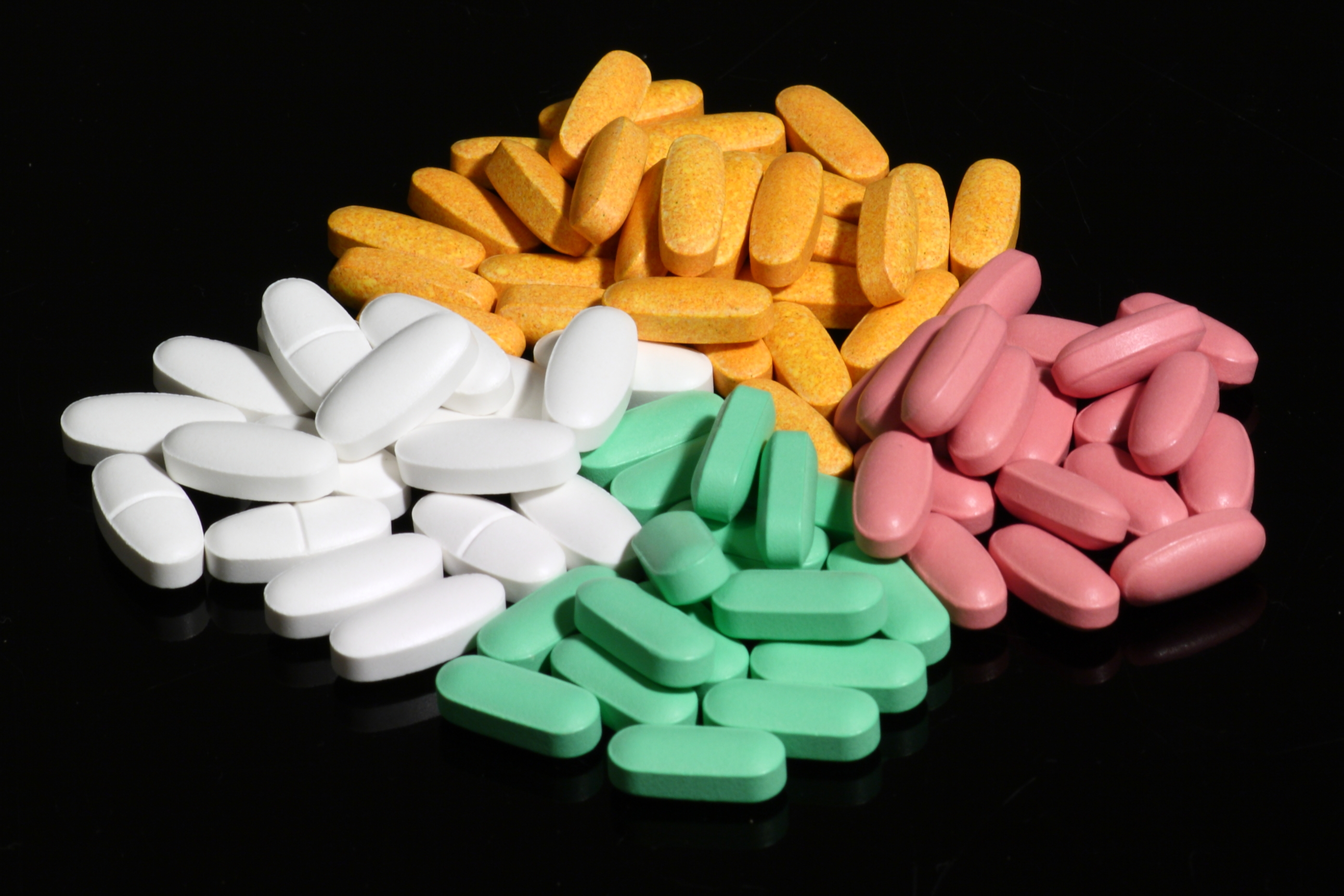
Compresse di diverse forme e colori

Una compressa è generalmente una forma farmaceutica solida contenente una dose unica di uno o più principi attivi, ottenuta generalmente per compressione di un volume di particelle (in genere polveri) e destinate a somministrazione orale.
Le compresse sono la forma farmaceutica più comoda e favorevole per la compliance del paziente.

## Caratteristiche
Le compresse hanno abitualmente forma di cilindri solidi regolari, con le superfici di base piane o convesse. I bordi possono essere smussati. 
Possono inoltre presentare linee o segni di rottura, per favorirne la suddivisione, e possono riportare simboli o altri marchi.
Possono inoltre essere rivestite con sostanze diverse per motivi estetici o bio-farmaceutici, come nel caso delle compresse gastro-resistenti o a rilascio modificato.

### Vantaggi
In generale le compresse sono relativamente semplici e poco costose da produrre, assicurano accuratezza di dosaggio e sono favorevolmente accettate dal paziente. Dal punto di vista chimico-fisico sono più stabili delle forme farmaceutiche liquide, inoltre possono essere realizzate forme a rilascio modificato.

### Tipi di compresse
Le monografie relative alle compresse sono state oggetto di armonizzazione internazionale e la suddivisione presente nella Farmacopea Internazionale dell'Organizzazione mondiale della sanità è riconosciuta in tutti i principali Paesi sviluppati, tra cui Unione europea, Stati Uniti d'America e Giappone. Questi testi riconoscono i seguenti tipi di compresse:
- compresse non rivestite
- compresse rivestite,
- compresse effervescenti,
- compresse solubili,
- compresse dispersibili,
- compresse orodispersibili,
- compresse a rilascio modificato,
- compresse gastroresistenti,
- compresse da utilizzare nella cavità buccale.

## Metodi di produzione
Le compresse, come dice il nome, sono ottenute per compressione di volumi uniformi di polveri o granulati. In particolare possono essere usate comprimitrici rotative o alternative.

## Rivestimento
Spesso le compresse, in seguito alla loro produzione per compattazione di polveri o granuli, sono rivestite. 
In passato era popolare il rivestimento con zucchero, detto confettatura. Questo processo però presenta una serie di svantaggi ed è oggi in gran parte rimpiazzato da altre tecniche quali la filmatura. 
I rivestimenti moderni sono costituiti da una base polimerica o polisaccaridica insieme a eccipienti quali plasticizzanti e pigmenti. Il rivestimento deve essere stabile e resistere durante l'handling delle compresse, non deve dar luogo a fenomeni di adesione tra diverse compresse durante il processo di rivestimento e deve seguire i contorni dei caratteri o dei loghi eventualmente incisi mediante appositi punzoni. 
Il rivestimento delle compresse può essere necessario nel caso di principi attivi con caratteristiche organolettiche poco gradevoli, rendendo la forma farmaceutica lievemente più grande e più facile da deglutire. Il rivestimento può inoltre avere un'importanza determinante nella stabilità della forma farmaceutica, per esempio consentendo di estendere la conservabilità di formulazioni con attivi sensibili all'umidità o all'ossidazione. Inoltre il rivestimento può favorire il riconoscimento dell'azienda produttrice.
È inoltre possibile effettuare un rivestimento per modificare il rilascio del principio attivo in termini di tempo o di sito, è ad esempio il caso del rivestimento gastroresistente che consente alla compressa di resistere all'ambiente acido dello stomaco e disgregarsi solo una volta arrivata nell'intestino tenue.
Il rivestimento delle compresse può essere effettuato mediante bassine o letto fluido.

## Eccipienti
Oltre al o ai principi attivi, nella formulazione delle compresse sono praticamente sempre presenti degli eccipienti con diverse finalità: in generale si possono avere eccipienti di costituzione (per esempio diluenti), produttivi (per esempio lubrificanti e leganti), di liberazione (per esempio disgreganti), di conservazione (per esempio antiossidanti) e di presentazione (per esempio coloranti ed aromatizzanti).